# 光化郡
光化郡，中国南北朝时设置的郡。
北齐置光化郡，隶属于蒲州，治所在今河南省商城县、固始县等地，辖县不详。隶属于治所在寿阳的扬州。北周光化郡改属浍州，隋文帝开皇三年（583年）废除光化郡、浍州，属地改属光州。